# حارة النصارى (رواية)
حارة النصارى هي رواية للكاتب الفلسطيني نبيل خوري، صدرت لأول مرة سنة 1969 عن دار النهار للنشر. تشكل الرواية أول جزء من ثلاثية بعنوان ثلاثية فلسطين نشرتها دار الشروق سنة 1998، تقع في 268 صفحة. تُعد من أوائل الأعمال التي وثقت الاحتلال الإسرائيلي للقدس عام 1967، وقد قدمت صورة دقيقة عن تأثير النكسة على الشعب الفلسطيني. تتبع الرواية حياة يوسف راشد، مناضل فلسطيني من حارة النصارى في القدس، الذي ضحى بحياته في مقاومة الاحتلال. كما تركز على الصوت الأنثوي عبر شخصية سلمى راشد، زوجة يوسف، التي تعيش في حالة من الصدمة النفسية بعد فقدان زوجها. كما تُبرز الرواية نضال أهل القدس وتاريخهم في مواجهة الاحتلال، مع التركيز على هويتهم المقدسية. تدمج الرواية بين التاريخ والخيال لتوثيق معاناة الفلسطينيين بعد الهزيمة واحتلال القدس.

## محتوى الرواية
تصوير مكانة القدس في ذاكرة شخصيات الرواية، مثل شخصية الأم الأرملة سلمى راشد، التي تمثل الصدمة النفسية والانكسار بعد خسارة زوجها يوسف راشد في النضال الفلسطيني. تكشف الرواية عن تناقضات الألم والاستسلام والتشبث بالأمل في الثورة والمقاومة الفلسطينية، كما تظهر العلاقة العاطفية والذكريات المرتبطة بمكان "حارة النصارى" في القدس.

## الأسلوب
يتسم الأسلوب السردي في الرواية بالشاعرية والترميز، حيث يُستخدم المكان كرمز للذاكرة والهوية. ويعتبر نبيل خوري شخصية يوسف راشد تجسيدًا لشخصية الكاتب نفسه، مما يعكس التماهي بين الشخصيات وبين الواقع الفلسطيني. يختتم المقال بالإشارة إلى الرسائل المؤلمة التي أضافها الكاتب في نهاية الرواية، والتي تمثل الأسى على ضياع الوطن وفقدان القدس. إنّ لغة نبيل خوري شاعرية بامتياز وفجائعية مكثّفة بالصور المائية الترميزية، من دموع ومطر ومرايا عاكسة للهزيمة، ومتّشحة باللونين الأسود والأبيض شيفرتي الحزن ورايات الاستسلام.